# José Nelson Westrupp
Dom José Nelson Westrupp, SCJ (Imaruí, 11 de setembro de 1939), é um bispo católico, atual bispo emérito da Diocese de Santo André.

## Estudos
Cursou:
- 1º grau - Em Imaruí, Rio Negrinho e Corupá.
- 2º grau - Em Corupá.
- Filosofia no convento de Brusque.
- Teologia em Taubaté.
- Especialização em Filosofia na Pontifícia Universidade “Angelicum” de Roma.
- Doutorado em Filosofia na Pontifícia Universidade São Tomás de Aquino de Roma - Itália.

## Escritor
Escreveu o livro intitulado "O Fundamento da Moral no pensamento de M.F. Sciacca".